# Cefalonia
Cefalonia o Cefalenia (en griego moderno Κεφαλονιά, trnsl.: Kefaloniá, trnsc.: Kefaloñá; en griego antiguo Κεφαλληνία, trnsl.: Kefallēnía; trnsc.: Kefalenía) es una isla del archipiélago de las Islas Jónicas o Heptaneso, perteneciente a Grecia. Era el centro de la antigua prefectura de Cefalonia, que tenía una superficie de 904 km² y unos 35.000 habitantes. El 1 de enero de 2011, con la nueva división administrativa de Grecia, se dividió en dos unidades periféricas: Cefalonia e Ítaca. Está situada al sur de Léucade.

## Historia
Homero la menciona bajo el nombre Same o Samos. Su nombre derivaría de Céfalo que se hizo amo de la isla con ayuda de Anfitrión. Heródoto es el primero en dar este nombre a la isla (Cefalonia). La isla estaba formada por cuatro estados (tetrápolis): Same, Pale, Cranios y Pronos. Estos nombres derivarían, según la leyenda, de los cuatro hijos de Céfalo. Same y Pronos (hoy Tafio y, probablemente, antes Tafos o Tafus) estaban en la costa este, Cranios y Pale al oeste. Se conservan también las ruinas de una ciudad romana en Cabo Escala, al sudeste probablemente, construida en el siglo I y que se llamaba Cefalenia. Hoy en día tiene cerca el castillo de San Jorge y está junto a la llanura de Livadhó. Al norte se hallan también los restos de una fortaleza llamada Asso, que puede ser la antigua Nesus.
En las guerras médicas, sólo Pale estuvo al lado de Atenas y envió doscientos soldados que lucharon en la Platea. La isla se unió a la Liga de Delos al comienzo de la guerra del Peloponeso. 
Cefalonia fue aliada de Atenas, siendo anexionada por esta en el 431 a. C. y siendo posteriormente devastada por los romanos en el 189 a. C. En tiempos del geógrafo Claudio Ptolomeo fue incluida en la provincia del Epiro. 
Durante las guerras con los romanos las ciudades de la isla se opusieron a Roma. Etolia dominó la isla y Roma envió a Marco Fulvio Nobilior con un ejército en 189 a. C. Tres ciudades se sometieron, pero Same resistió y fue conquistada después de un asedio de cuatro meses. Los romanos reconocieron la isla como ciudad libre.
La isla estuvo bajo dominio bizantino hasta el final del siglo XI, cuando fue tomada por el normando Roberto Guiscard en el año 1085. Este murió allí en ese mismo año tras reprimir la revuelta de la isla, cuando asediaba una de las ciudades, y dio nombre al puerto: Fiscardo. Con su muerte volvió a Bizancio, pero después fue ocupada por el pirata normando Margaritone de Brindisi en 1185 y en 1194 fue devuelta a los bizantinos, pero conservada de hecho por el conde Mateo I Orsini (nieto de Margaritone) y por el conde Leone Vetrano. Vetrano fue ejecutado por los venecianos en 1206 y Orsini se hizo con todo el poder.
Poco después de la toma de Constantinopla de 1204 por los Cruzados, pasó a los francos y fue incluida dentro del principado de Acaya. El feudo fue confiado a Gaius, príncipe de Tarento que aceptó la protección de Venecia en 1215; en 1224 Venecia la reconoció a los Orsini que no habían perdido el control. Después de los Orsini pasó a Nápoles en 1324. En 1357 el príncipe de Tarento la devolvió a Venecia y fue integrada en la señoría de Zante, gobernada por los Tocco, una familia napolitana. Cuando el último conde, Carlos Tocco, murió, el poder pasó a su hijo y a su mujer Francesca.

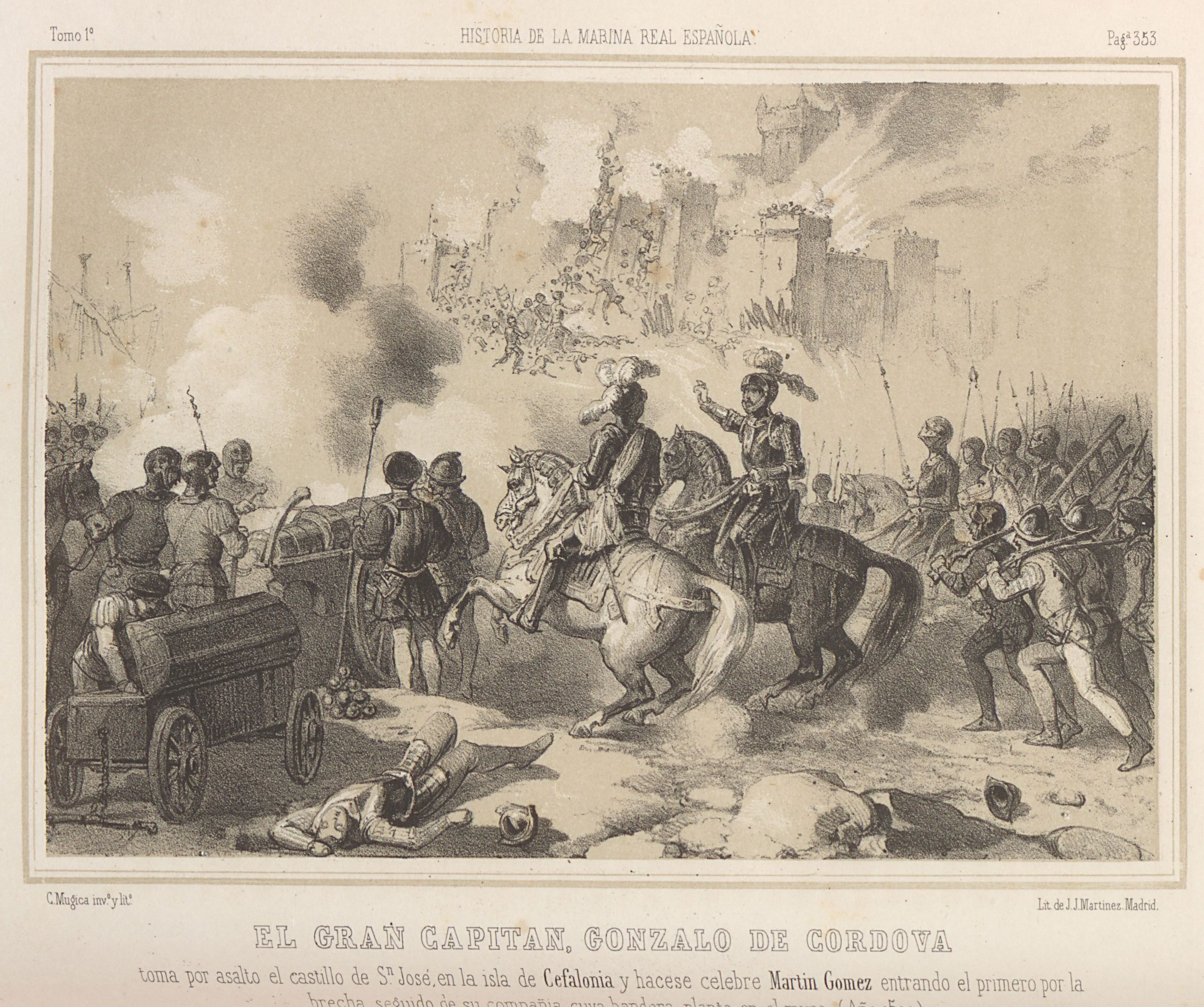
Toma del castillo de San Jorge por el Gran Capitán durante el asedio de Cefalonia

Perteneció al Imperio otomano durante veintiún años (1479-1500), cuando pasó a estar controlada por los venecianos hasta 1797. En 1479 fue conquistada por los turcos. Los venecianos reconquistaron la isla en 1482, pero la devolvieron a los turcos por un tratado en 1485, si bien mantuvieron el feudo mediante un tributo. Los turcos establecieron una guarnición en el castillo de San Jorge. A finales de 1500 una fuerza de asalto hispano-veneciana (9000 españoles, 2000 venecianos y 600 franceses) al mando de Gonzalo Fernández de Córdoba (el Gran Capitán) recuperó la isla tras un encarnizado asedio a la mencionada ciudadela. Permaneció desde entonces en poder de Venecia, con capital en San Jorge hasta que este castillo fue destruido por un terremoto en 1757 y la capital se trasladó al puerto de Argostoli.
En 1797, la República de Venecia fue abolida y los franceses adquirieron sus posesiones. El 28 de junio de 1797 se produjo la ocupación francesa. Los isleños recibieron a los franceses como liberadores e izaron la bandera francesa. El 17 de octubre de 1797 pasó formalmente a Francia por el tratado de Campoformio. El 7 de noviembre de 1797 los franceses crearon los departamentos de Corfú, Ítaca (que incluía Ítaca, Léucade, Cefalonia, Préveza y Vonitsa) y Mar Egeo (Zante y otras). Permaneció bajo dominio francés hasta que el 9 de noviembre de 1798 rusos y turcos ocuparon la isla (ya habían ocupado antes Corfú). El 2 de abril de 1800 se creó la República de las Siete Islas, bajo protectorado ruso y otomano. Esta situación duró hasta el 20 de julio de 1807, en que Rusia cedió Cefalonia y las otras islas a Francia y renunció al protectorado. El 13 de septiembre de 1807, Cefalonia fue anexionada a Francia y el 8 de octubre de 1809, pasó a formar parte de las Provincias Ilíricas. En octubre de 1809, los británicos ocuparon la isla y la mantuvieron ocupada hasta 1814, en que se decidió constituir la República de las Islas Jónicas bajo protectorado británico en nombre de las potencias que se proclamó el 5 de noviembre de 1815. Diecisiete gobernadores británicos rigieron la isla entre 1814 y 1863, de los cuales cabe mencionar especialmente a Sir Charles Napier (12 de marzo de 1822 hasta al 1830) y en menor medida a Sir C. S. Everton (a finales de la década de 1840). En aquel momento vivían en la isla cerca de 60.000 personas.

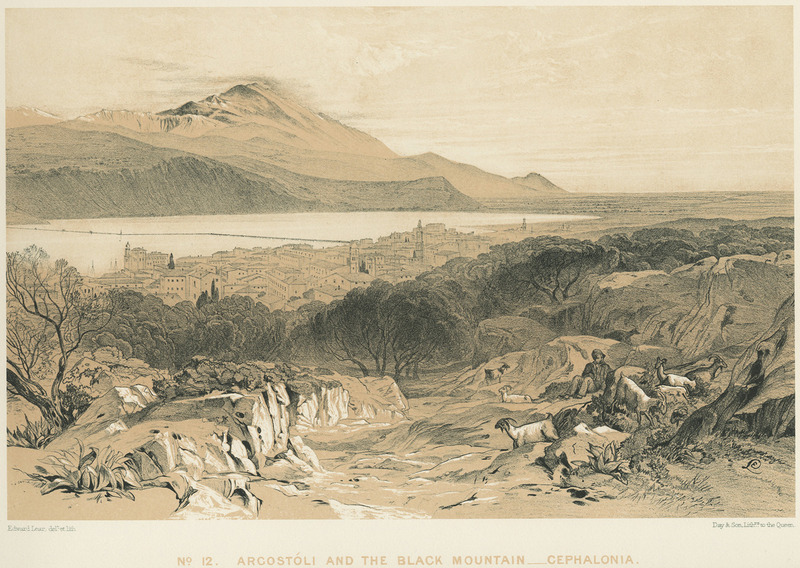
Argostoli y la Montaña Negra en un dibujo del siglo

En 1863, las islas fueron entregadas a Grecia por el protocolo de Londres (Corfú, Cefalonia, Zante, Léucade, Ítaca, Citera, Paxos y otras menores). El 1 de junio de 1864 se produjo la incorporación a Grecia tras formalizarse el Tratado de Londres.

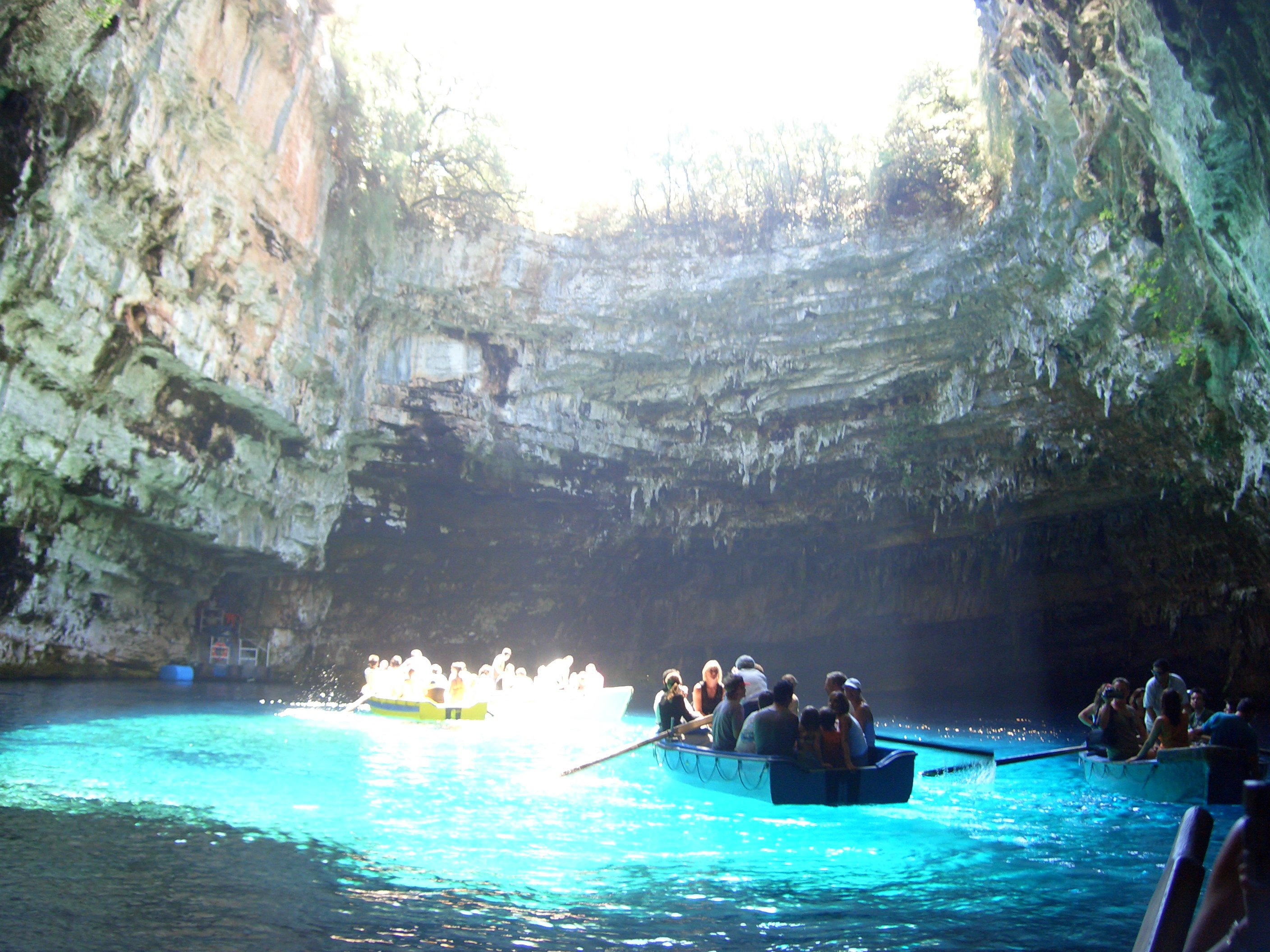
La Cueva de Melissani, cuyo techo cayó formándose una cueva.

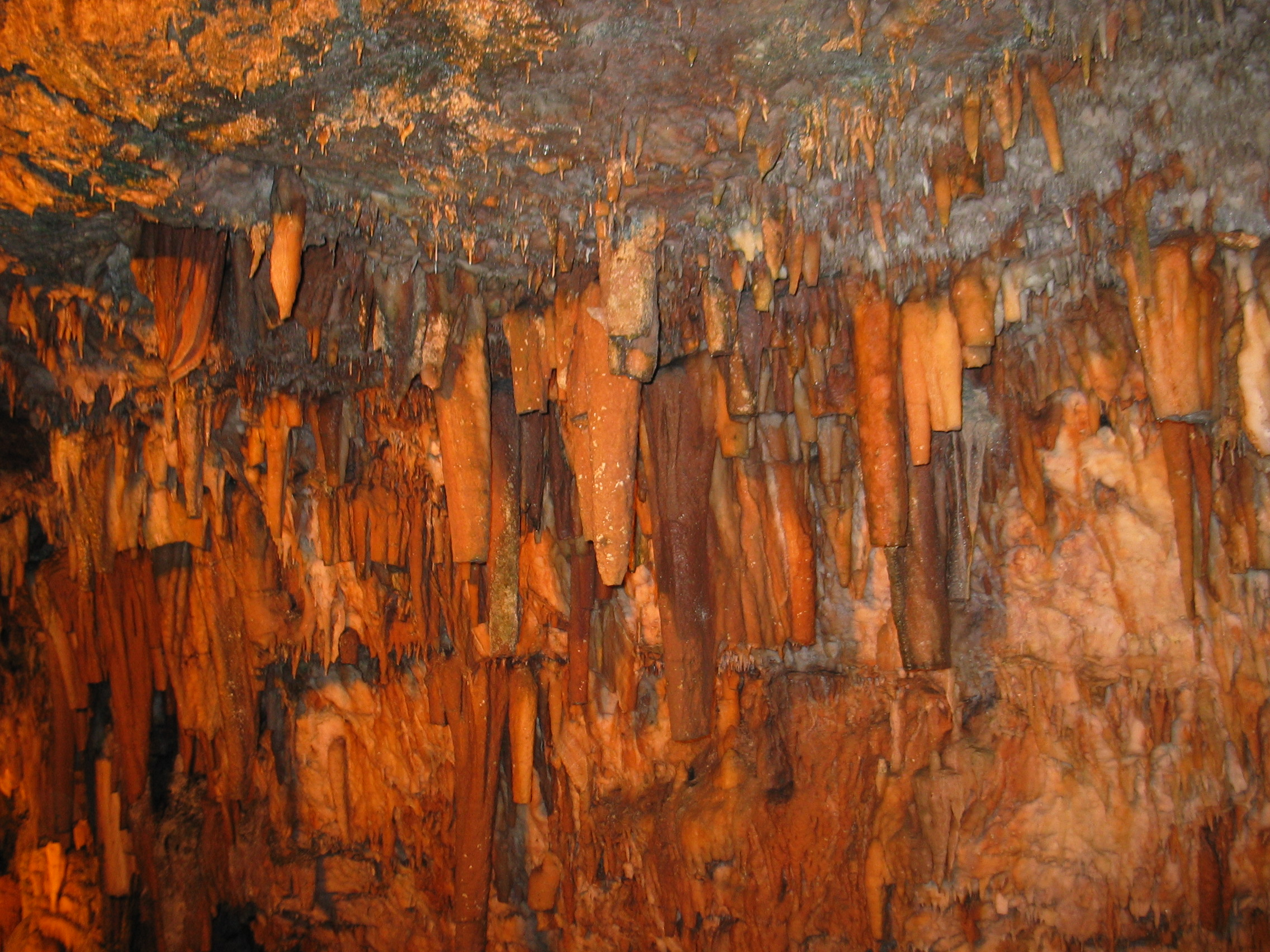

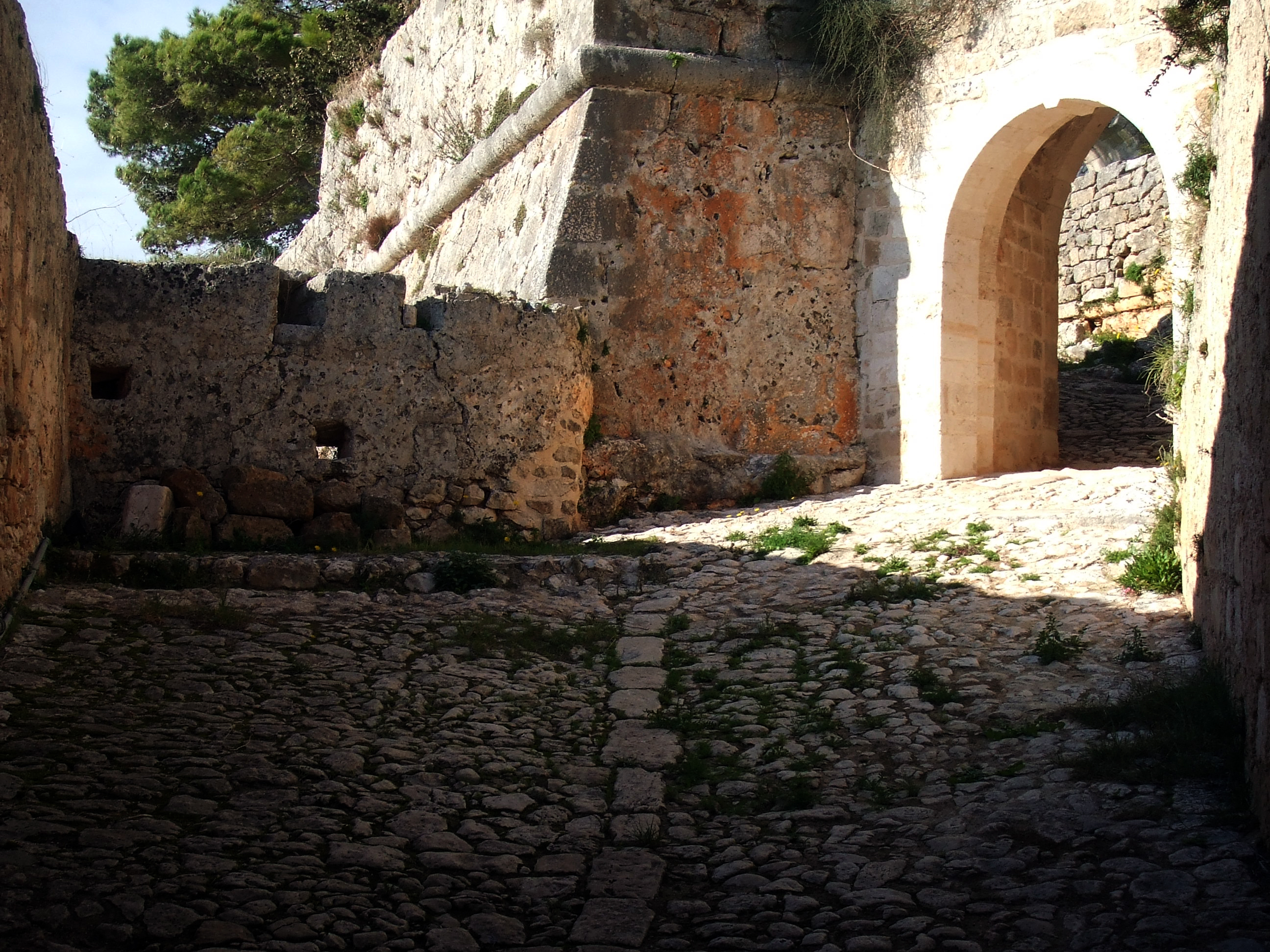
Castillo de Agios Georgios

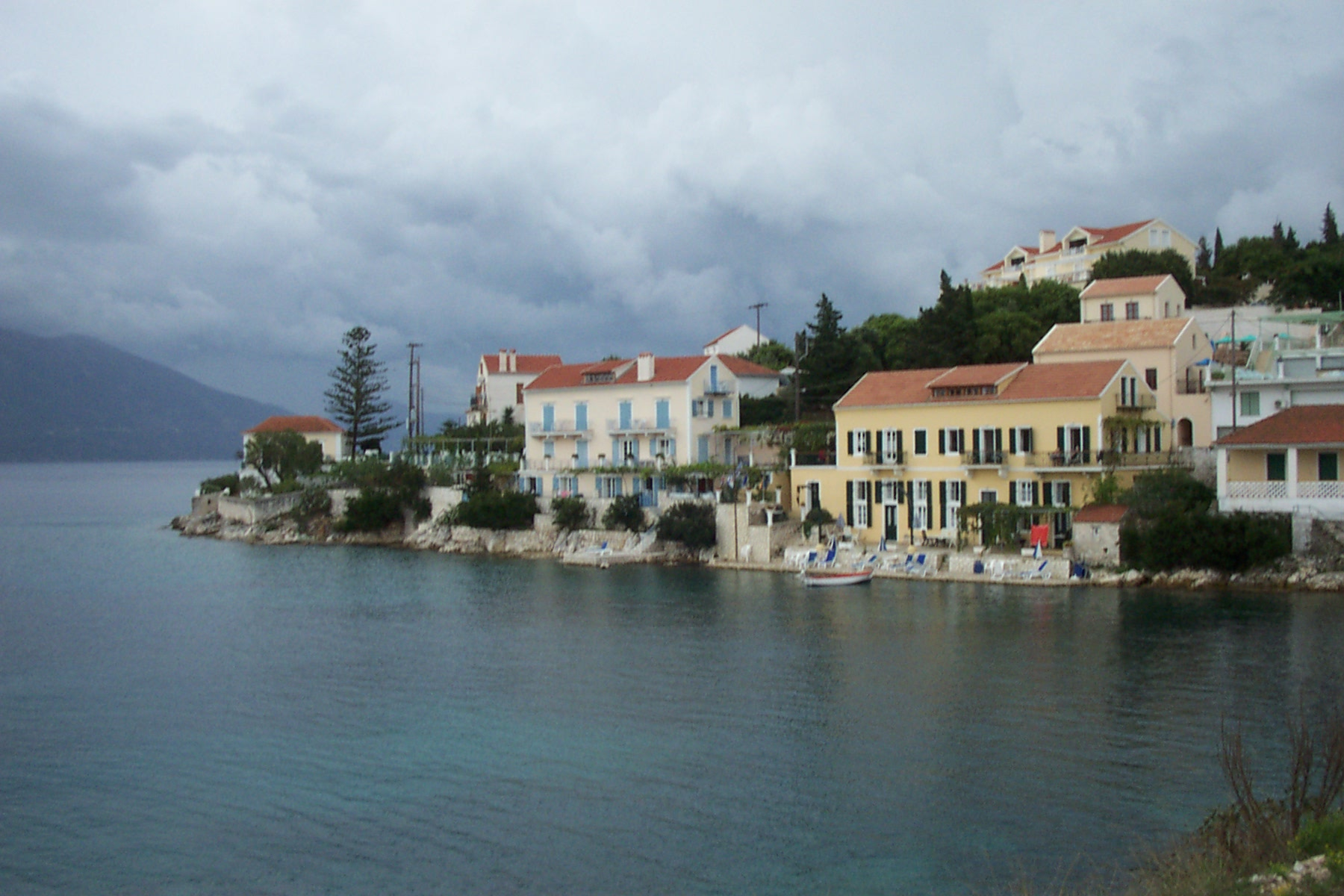
Fiskardo.

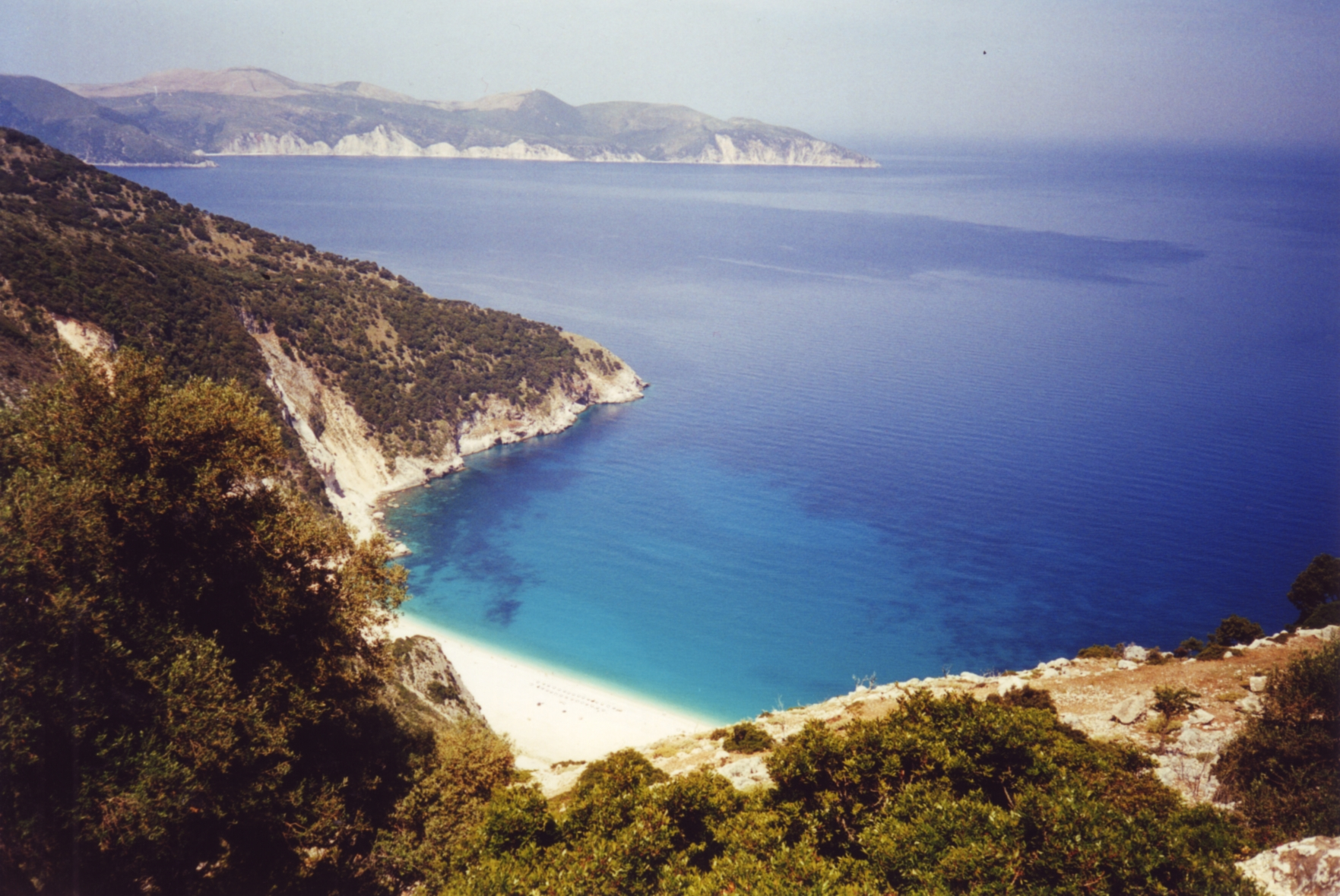
La playa de Mirtos, una de las diez mejores del mundo.

En la isla nació Ioannis Metaxas, dictador que estableció un régimen de carácter fascista en Grecia entre 1936 y 1941. Precisamente ese mismo año, en el transcurso de la Segunda Guerra Mundial los italianos ocuparon la isla, permaneciendo en ella hasta 1943. Tras la liberación del sur de Italia en 1943, las tropas italianas son desarmadas por tropas alemanas y fusiladas o recluidas en campos de concentración. En 1945, tras la derrota alemana, la isla quedó en manos de las fuerzas británicas que la devolvieron a Grecia. En 1953, fue asolada por un terremoto y parte de las 365 villas que había allí desaparecieron. Fiscardo, el puerto, resultó casi intacto.

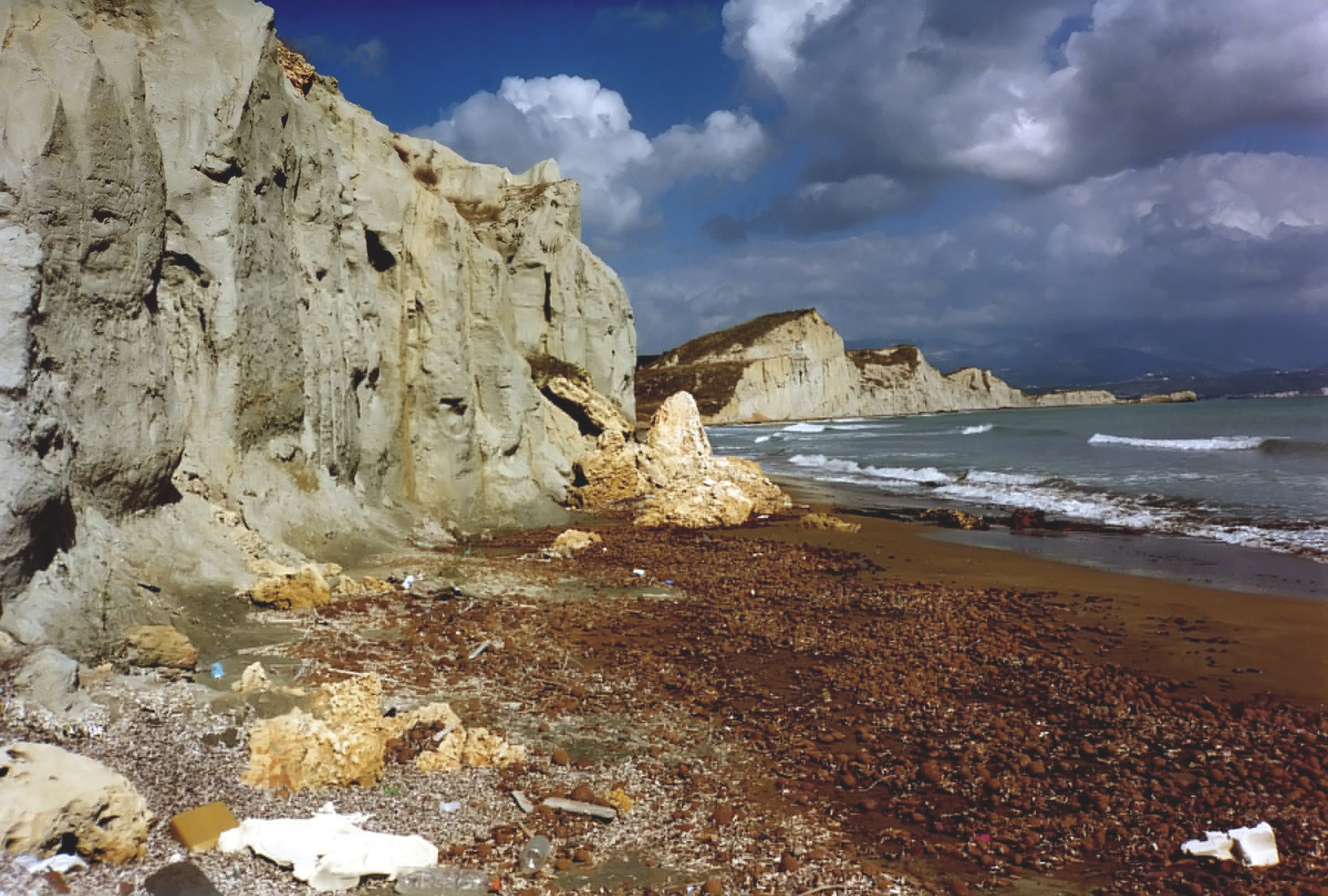
Playa de Xi, al sur de Lixouri.

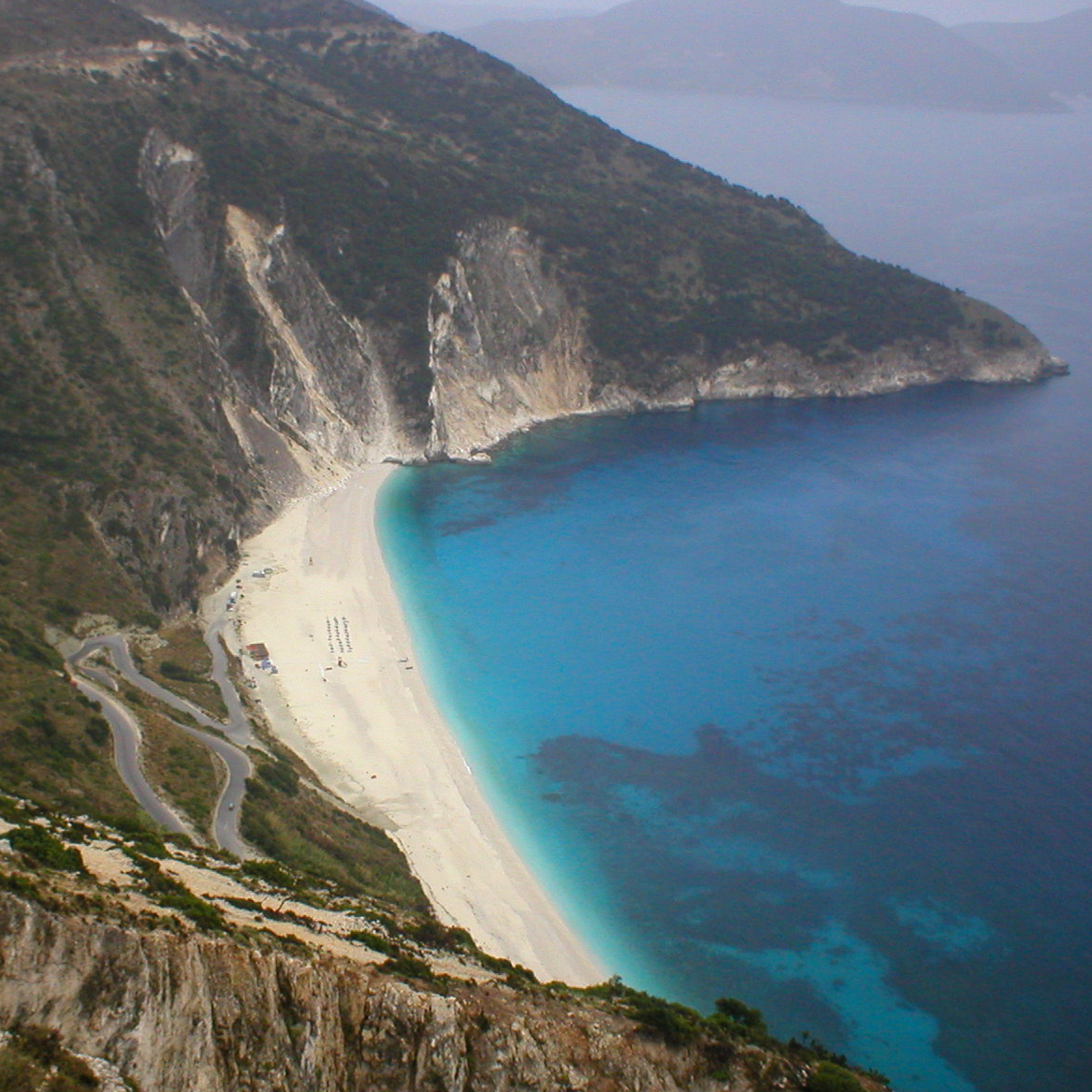

### Lista de condes de Cefalonia
- Margaritone de Brindisi 1185-1194 (feudo de Sicilia)
- Ricardo Orsini, regente 1194-h. 1203 (feudo bizantino)
- Mateo I Orsini 1194/1203-1238 (feudo bizantino, feudo veneciano desde 1224)
- Gaius de Tarento 1205-1224 (nominal) (feudo del Imperio Latino y de Acaya 1205-1215, de Venecia 1215-1224)
- Regencia (probablemente Ana Ángela) 1238-1260
- Ricardo I Orsini 1238/1260-7 de abril de 1304 (hijo de Mateo)
- Juan I Orsini 7 de abril de 1304-1317 (después Juan I Ángel-Comneno) (hijo)
- Nicolás I Orsini 1317-1323 (hijo)
- Juan II Orsini 1323-1324 y 1325-1335 (hermano)
- a Nápoles 1324-1357
- Niceforo II Orsini 1335-1358 (hijo)
- Leonardo I Tocco 1358-1381
- Carlo I Tocco 1381-1429 (bajo soberanía de Venecia desde 1386) (hijo)
- Leonardo II Tocco (hermano) asociado en 1414
- Carlo II Tocco 1429-1448 (hijo de Leonardo II e hijo adoptivo de Carlos I)
- Raimondina Ventimiglia, regente 1448-1460
- Leonardo III Tocco 1460-1479
- Francesca Marzano de Aragona 1479-1480 (de facto)
- Ocupación turca 1480-1482
- Leonardo III Tocco 1482-1500 (muerto en 1503) (tributario del Imperio turco-otomano, ausente)
- Francesca Marzano de Aragona 1482-1500 (de facto)
- Carlo III Tocco, aspirante 1503
- Leonardo IV Tocco, aspirante 1518

### Gobernadores venecianos
- 1700-1702 Marcantonio Contarini
- 1702-1704 Angelo Falier
- 1704-1706 Domenico Pizzamano
- 1706-1708 Angelo Malipiero
- 1708-1710 Fantino Dandolo
- 1710-1712 Benetto Minotto
- 1712-1714 Luigi Marcello
- 1714-1717 Paolo Minotto
- 1717 Gianvincenzo Donato
- 1717-1719 Gianfrancesco Giustiniani
- 1719-1721 Lodivico Diedo
- 1721-1723 Daniele Balbi
- 1723-1725 Antonio Boldú
- 1725-1727 Pietro Pasqualigo
- 1727-1729 Gabriele Boldú
- 1729-1731 Benetto Civrano
- 1731-1733 Gaetano Dolfin
- 1733-1735 Girolamo Bolini
- 1735-1738 Jacopo Pasqualigo
- 1738-1740 Nicolò Boldú
- 1740-1742 Nicolò Pizzamano
- 1742-1744 Pietro Antelmi
- 1744-1746 Giambattista Baseggio
- 1746-1748 Pietro Morosini
- 1748-1750 Andrea Minotto
- 1750-1752 Pasquale Cicogna
- 1752-1755 Nicolò Cornaro
- 1755-1757 Agostino Soranzo
- 1757-1759 Alberto Magno
- 1759-1761 Pietro Contarini (primera vez)
- 1761-1763 Girolamo Marcello
- 1763-1765 Angelo Longo
- 1765-1767 Vido Marcello
- 1767-1769 Giovanni Oizzamano
- 1769-1772 Giampaolo Trevisano
- 1772-1774 Pietro Contarini (segunda vez)
- 1774-1776 Giovanni Bernardo
- 1776-1778 Antonio Pasta
- 1778-1780 Marcantonio-Francesco Semitecolo
- 1780-1782 Andrea Dolfin
- 1782-1785 Angelo Venier
- 1785-1787 Domenico Muazzo
- 1787-1789 Angelo Orio
- 1798-1791 Angelo-Maria Giorgio
- 1791-1793 Bartolommeo Cicogna
- 1793-1795 Carlantonio Marin
- 1795-julio de 1797 Jacopo Marin

### Gobernadores británicos (1809-1815)
- Octubre de 1809 - 1810 Lord Hudson Lowe
- 1810 - 1814 Charles James Napier

## División territorial
Desde 2019, el que hasta entonces era el municipio de Cefalonia quedó dividido en tres municipios:
- Argostoli
- Lixouri
- Sami